# Flagge Ugandas
Die Flagge Ugandas basiert auf den schwarz-gelb-roten Farben des 1960 gegründeten Uganda People’s Congress, der aus den Wahlen 1962 als stärkste Partei hervorging. Der Entwurf stammt von Justizminister Grace Ibingira, wobei die Farben folgendes bedeuten:
- Schwarz steht für das Volk in Afrika
- Gelb symbolisiert den Sonnenschein
- Rot drückt die Brüderlichkeit aller Menschen aus.

Der Kronenkranich wurde als neutrales Staatsemblem gewählt, da er von keinem der früheren Königreiche und Stämme zuvor derartig verwendet wurde. Die Flagge wurde am 9. Oktober 1962 offiziell gehisst. Davor gab es noch 2 weitere Flaggen. Eine von der britischen Kolonialzeit mit dem Union Jack in der linken oberen Ecke und eine provisorische Flagge im Übergangszeitraum der Unabhängigkeit Ugandas.

## Geschichte

Britische Kolonialflagge 1914 – März 1962.
Inoffizielle, provisorische Flagge, März – 9. Oktober 1962